# Canthidium magnum
Canthidium magnum е вид бръмбар от семейство Листороги бръмбари (Scarabaeidae).

## Разпространение
Този вид е разпространен в Бразилия.